# Federació Catalana de Tir al Vol
La Federació Catalana de Tir al Vol organisme rector de l'activitat esportiva del tir al vol a Catalunya, va desaparèixer el 2002. Formava part de la Unió de Federacions Esportives de Catalunya.

## Història
El tir al vol consta de tres disciplines (tir al vol, tir d'hèlices i tir al colomí) i aquesta última va ser l'origen de la federació que era hereva de l'antiga Federación Regional de Tiro de Pichón (tir al colomí) de Catalunya, que va néixer després de la Guerra Civil responent a la gran afecció que hi havia en aquella època per aquest esport. La Sociedad de Tiro de Pichón de Barcelona, que havia nascut el 1906 com a Asociación de Cazadores de Cataluña i tenia la seva seu a Montjuïc, al costat del Tiro Nacional (actual Club de Tir Esportiu de Barcelona). Com va passar amb el tir olímpic, el club i la federació va anar units de la mà durant molt de temps. Tots els presidents de la Federación Regional de Tiro de Pichón de Cataluña i els delegats a Catalunya de la Federación Española de Tiro de Pichón, que van fer les funcions de presidents de federació catalana entre 1971 i 1985, havien estat abans membres de la Sociedad de Tiro de Pichón. El tir al colomí, que consistia precisament a disparar a un colom llançat al vol, l'havien practicat durant molts anys membres de la noblesa i l'alta burgesia catalana i Barcelona, seu d'un Campionat d'Europa l'any 1956 i d'un Campionat del Món el 1961, havia estat la gran capital d'aquest esport. Tiradors catalans com el comte de Teba, que es va proclamar campió del món el 1953 a Vichy i d'Europa el 1956 a Barcelona, o Severiano Morali, campió d'Europa el 1974 a Milà, havien estat grans figures d'aquest esport que va començar a ser qüestionat fins que va arribar la Llei de protecció dels animals que prohibia algunes activitats que causaven patiment als animals, encara que tolerava el tir al colomí. El 1996, l'Ajuntament de Barcelona va clausurar i posteriorment enderrocar les instal·lacions de la Societat Catalana de Tir al Vol de Montjuïc, on també tenia la seva seu la federació, perquè el 1994 havia caducat la concessió per utilitzar els terrenys de Vista Alegre on estava ubicada i perquè els perdigons que es feien servir en el seu camp de tir, malgrat que ja no es disparava contra coloms sinó contra hèlix voladores, destrossaven els cactus dels Jardins Costa i Llobera situat a sota mateix. La Societat de Tir al Vol, dirigida en aquells moments per Francesc Narbona, com la Federació Catalana, que presidia Jaume Marcó, van sobreviure encara uns anys fins poc abans que el juliol de 2003 s'aprovés la nova Llei catalana de protecció dels animals que, ara sí, prohibia definitivament el tir al colomí com una de les disciplines del tir al vol com s'havia fet també en molts altres països. La federació va desaparèixer oficialment el 2002.

## Presidents

### Ramon Humet Ullés (1951-1956)
Primer president de la Federación Española de Tiro al Vuelo, també va ser jugador d'hoquei herba i practicant del tir al plat, va pertànyer a la Germandat de Caçadors de Sant Hubert, va ser vocal de la Federació Espanyola i secretari de la Sociedad de Tiro de Pichón de Barcelona.

### Joan Borés Calsamiglia (1958-1964)
Tirador de la Sociedad Tiro de Pichón de Barcelona, va ser president de la Federación Regional de Tiro de Pichón de Cataluña del 1958 al 1964. El 1956 va participar en el primer europeu que es va fer a Barcelona. En record seu, el 1964 es va instaurar el Trofeu d'Or Juan Borés in memoriam.

### Joan Amat Vidal (1964-1968)
Va ser tirador de la Sociedad Tiro de Pichón de Barcelona va guanyar nombrosos campionats i va patrocinar un important trofeu que portava el seu nom i que es va disputar fins a finals dels anys 70. El 1961, sota la seva presidència, les instal·lacions de la Sociedad Tiro de Pichón a Montjuïc van ser l'escenari, per primera vegada a Catalunya, del Campionat del Món.

### Jordi Serrahima Elias (1971-1981)
Tirador de la Sociedad Tiro de Pichón de Barcelona i guanyador de moltes competicions, va ser el delegat territorial a Catalunya de la Federación Española de Tiro de Pichón entre 1971 i 1981.

### Ferran Prat Pallarès (1982-1986)
Va ser tirador de la Sociedad Tiro de Pichón de Barcelona i internacional amb la selecció espanyola, amb la qual va disputar el Campionat del Món de 1972 a Sant Sebastià. Va ser el delegat territorial a Catalunya de la Federación Española de Tiro de Pichón de 1982 a 1986, també va obtenir èxits en tir al plat, esport que va compaginar amb el tir al colomí.

### Severiano Morali Herrera (1987-1995)
Va ser l'últim delegat territorial a Catalunya de la Federación Española de Tiro de Pichón entre els anys 1987 i 1995. Va guanyar el Gran Premi Internacional de Barcelona el 1964, i va participar Campionat d'Europa disputat a Milà el 1974, on es va proclamar campió individual i també per equips.

### Jaume Marcó Gelabert (1995-1999)
Abans de presidir la Federació Catalana de Tir al Vol, al front de la qual va estar entre 1995 i 1999, va ser president de la Societat de Tir al Vol de Barcelona entre 1980 i 1995. Practicant del futbol, el tennis, la pilota, la caça, el tir al plat i el tir al vol, amb què el 1976, va guanyar la Copa Catalunya. També va ser membre de la Federació Catalana de Tir Olímpic a finals dels vuitanta i de l'Espanyola de Tir al Vol a partir de 1990.

### Àngel Balsera Calabuig (1999-2002)
També practicant del tir al vol, va ser l'últim president entre 1999 i 2002. Anys després, va tenir destacades actuacions com a esportista de la categoria de veterans en la modalitat de caça compak sporting.